# Johan Pettersson
Johan Pettersson (Johan Petter Pettersson; * 29. Juli 1884 in Jepua, Nykarleby; † 26. September 1952) war ein finnischer Leichtathlet.
Bei den Olympischen Spielen 1920 in Antwerpen wurde er Elfter im Hammerwurf und Sechster im Gewichtweitwurf.